# 孙其峰
孙其峰（1920年1月—2023年3月20日），原名奇峰，曾用名琪峰，别署双槐楼主、求异存同斋主、孤山翁，斋名求是楼、属远山楼，山东招远人，中国书画家、美术教育家、篆刻家，长期于天津美术学院任教。

## 生平
孙其峰七岁起在乡村教师郝果轩的指导下开始习字，并常随其师为远亲近邻书写春联。1944年秋考入国立北平国立艺术专科学校，1947年毕业于国立北平艺术专科学校中国画科，同年与同学刘蔚在中山公园举办画展，秋天赴天津与舅父王友石在中原公司举办画展。曾先后从师于徐悲鸿、黄宾虹、李苦禅、王友石、汪慎生、寿石工、金禹民等名家。
1956年加入天津美术家协会，与刘子久合画《春江水暖》；又参加第二届全国美展，其作品在《人民日报》发表。1957年，天津人民美术出版社出版其中国画《玉兰》。1961年，与李智超、王颂余赴山海关写生并创作巨幅山水画《山海关揽胜图》，与张其翼、萧朗、溥佐等画家为河北美术出版社绘《花鸟画范》。
1977年，其与霍春阳合作的作品《山花烂漫》参加全国美展，又编绘《翎毛画参考资料》。1978年担任天津国画研究会主席。1979年，与孙克纲在北京北海画舫斋举办“津门二孙画展”，后当选中国美术家协会理事。1980年后担任天津美术学院副院长、教授等职，当选天津美术家协会副主席、天津市第六届政协委员，又参加中国大陆首届书法展。1981年参加中国书法家协会成立大会，当选为中国书法家协会理事。 
1982年，其作品中国画《山花烂漫》赴法国巴黎沙龙美展，与法国画家柯洛的风景画并列印为美展广告和介绍书封面。其书画作品又多次参与日本、新加坡等交流展。1985年，参加第二届中国书法家协会代表大会、中国美术家协会代表大会；1986年与王学仲、方济众、赵松涛等人合作绘制《百树谱》、《百石谱》，由天津人民美术出版社出版。1988年北京中国美术馆举办“孙其峰书画展”，吴作人、刘开渠、何海霞、秦征等人出席画展。同年又当选为天津市第八届政协常委、天津市美术家协会名誉主席、天津市书法家协会名誉理事，享国务院政府特殊津贴。
2013年1月29日，孙其峰获第二届“中国美术奖·终身成就奖”。同年发起与成立天津市“指墨研究会”。

## 任职
孙其峰曾任天津美术学院副院长、绘画系与工艺系主任、天津市书法家协会副主席、中国美术家协会理事、中国书法家协会理事等职，后为天津美术学院终身教授、西泠印社理事、天津市美术家协会名誉主席、天津市海河印社社长、北京中国画研究院院委等，享受国务院特殊贡献津贴。

## 艺术成就
孙其峰的绘画以花鸟画、山水画著称，书法擅长金文、小篆、隶书、草书、行书等体，又精研理法、长于著述，被誉为「艺坛高峰」。亦擅篆刻，其曾说：“我是画画排在第一，写字排在第二，刻印是排在第三的。”又善于教学，为中国大陆知名的美术教育家。
孙其峰获有中国美术终身成就奖、中国书法兰亭杯终身成就奖、天津美术学院美术教育终身成就奖、西泠印社终身成就奖、中国文联颁发的造型艺术成就奖，为唯一一个集五个「终身成就奖」、在书画两界均获得过最高成就奖的艺术家。

## 著作
| 著作名稱               | 著者                         | 出版社             | 年代 | 备注               |
| ---------------------- | ---------------------------- | ------------------ | ---- | ------------------ |
| 《美术字简易写法》     | 孙其峰                       | 不详               | 1950 |                    |
| 《孔雀画谱》           | 孙其峰                       | 天津艺术学院       | 1973 |                    |
| 《鸟谱》               | 孙其峰                       | 不详               | 1975 |                    |
| 《动物纹样》           | 孙其峰                       | 天津人民美术出版社 | 1975 | 合编               |
| 《翎毛画参考资料》     | 天津艺术学院工艺美术系       | 天津美术学院       | 1977 | 孙其峰参与编绘     |
| 《花鸟画谱》           | 孙其峰                       | 河南人民出版社     | 1979 |                    |
| 《花鸟画谱》（修订本） | 孙其峰                       | 河南人民出版社     | 1980 | 再版               |
| 《孙其峰画辑》         | 孙其峰                       | 人民美术出版社     | 1983 |                    |
| 《国画技法》           | 孙其峰、白雪石、黄均         | 商务印书馆香港分馆 | 1984 | 孙其峰编写花鸟部分 |
| 《孙其峰画集》         | 孙其峰                       | 河北美術出版社     | 1985 |                    |
| 《花鸟画构图手稿》     | 孙其峰                       | 山西人民出版社     | 1985 |                    |
| 《花鸟画技法问答》     | 孙其峰                       | 河北美术出版社     | 1985 | 合作               |
| 《写意花鸟画谱》       | 孙其峰                       | 中国文联出版社     | 1986 |                    |
| 《百树谱》             | 孔仲超、孙其峰、王镛         | 天津人民美术出版社 | 1986 |                    |
| 《百石谱》             | 方济众、王学仲、刘浩、孙其峰 | 天津人民美术出版社 | 1986 |                    |
| 《孙其峰扇面选》       | 孙其峰                       | 天津人民美术出版社 | 1988 |                    |
| 《中国花鸟画》         | 孙其峰                       | 台湾艺术图书公司   | 1990 |                    |
| 《孙其峰书画选》       | 孙其峰                       | 人民美术出版社     | 1991 |                    |
| 《孙其峰教学画稿》     | 孙其峰                       | 天津人民美术出版社 | 1992 |                    |
| 《孙其峰写意花鸟画谱》 | 孙其峰                       | 荣宝斋             | 1992 |                    |
| 《孙其峰画集》         | 孙其峰                       | 人民美术出版社     | 1994 |                    |